# Eligma celebensis
Eligma celebensis är en fjärilsart som beskrevs av Willie Horace Thomas Tams 1935. Eligma celebensis ingår i släktet Eligma och familjen trågspinnare. Inga underarter finns listade i Catalogue of Life.